# Софі Віллі
Софі Віллі (Sophie Villy, справжнє прізвище Хуцишвілі; народилася 30 жовтня 1990 року) — українсько-грузинська співачка. Співає англійською мовою. Авторка саундтреків до французьких, грузинських, американських та українських фільмів.

## Біографія
Софі народилася 30 жовтня 1990 року у Тбілісі (Грузія) у родині дизайнерки Міли родом із Львова та музиканта Давіда. Почала співати у три роки, з п'яти років навчалася у музичній школі при Тбіліській консерваторії по класу фортепіано, але через чотири роки перейшла на гітару та почала грати самостійно. У 14 років Софі почала писати пісні, а у 16 — виступати в клубах Тбілісі разом з другом, гітаристом Іраклієм Метревелі.
З п'яти до п'ятнадцяти років Софі займалася стрибками у воду, вигравши Euromeeting 2002 в Страсбурзі та багато інших міжнародних змагань у Німеччині, Австрії, Нідерландах, Греції, Угорщині та Франції. Їй довелося кинути спорт через травму коліна.
Після російсько-грузинської війни 2008 року вирішила переїхати до Києва. Взимку 2009-го перевелася до університету туризму, який закінчила, та створила тут групу «Backstage», що незабаром розпалася. Софі почала виступати соло та співпрацювати з багатьма колегами-музикантами. У цей час вона брала участь у багатьох міжнародних музичних і кінофестивалях.

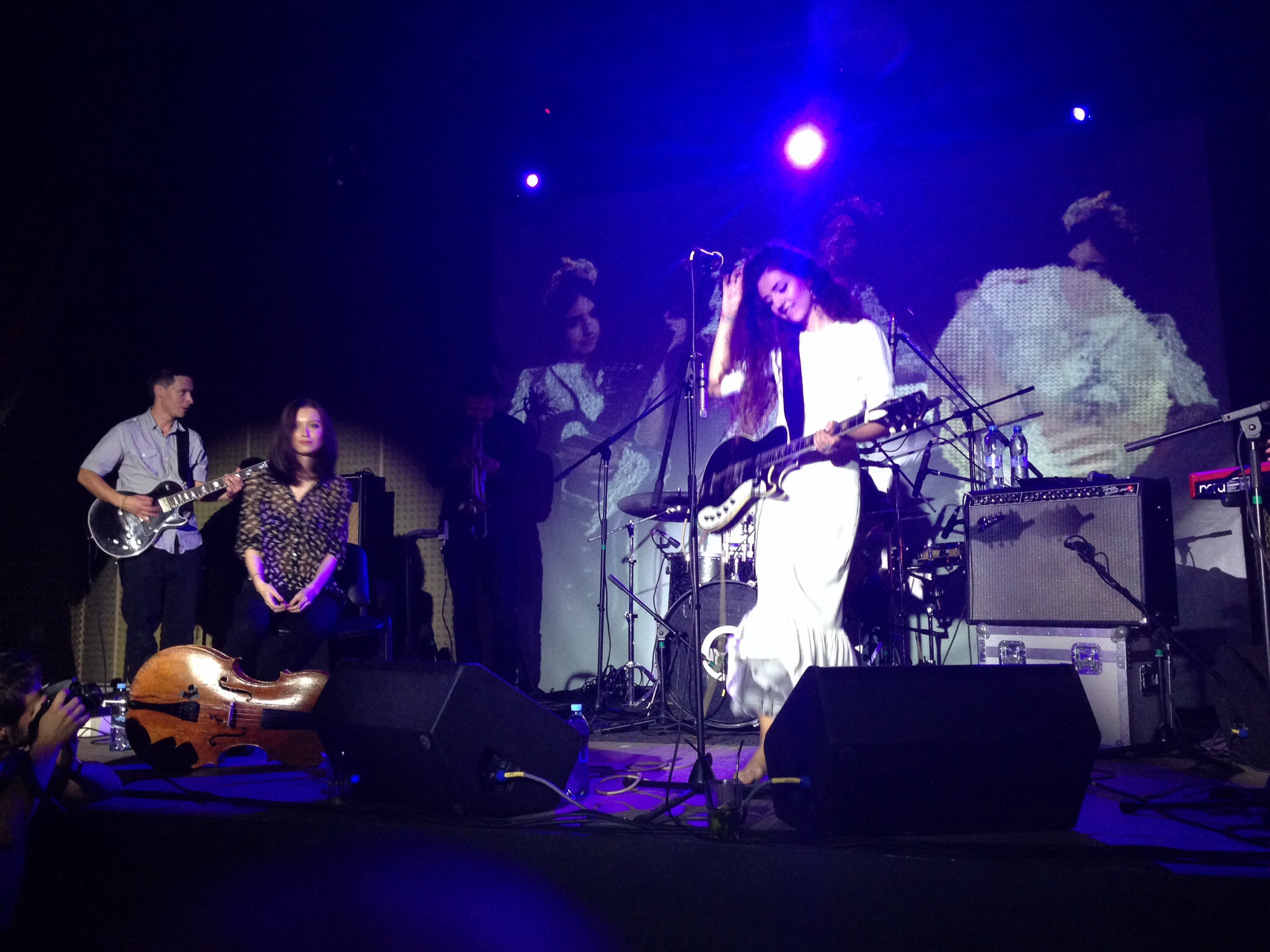
Концерт в клубі «Юность» у Києві (2014)

У жовтні 2011 року Софі записала свій перший альбом у Тбілісі, який було випущено 22 лютого 2012 року на день народження її матері. У червні 2012-го виступала на російському етнофестивалі «Дика м'ята». Наприкінці серпня виступила на фестивалі Jazz Koktebel разом із гітаристом Зурой Дзагнідзе зі Штутгарта. У жовтні організатори американського фестиваля Fall Arts Festival у Флориді запросили Софі виступити хедлайнером фестивалю. У листопаді Софі випустила сингл Position, присвятивши його «людям, що прагнуть до свободи і незалежності».
29 липня 2013 року Софі приступила до запису свого другого альбому на грузинській кіностудії. У жовтні 2013-го вона виступала у Флориді, у Лос-Анджелесі — разом з гітаристом Тома Вейтса Омаром Торрезом — та у Нью-Йорку, зокрема в клубі The Bitter End. У листопаді виступала з туром по Україні — у Києві (в Малій опері), Дніпропетровську, Харкові, Львові та Ужгороді. Разом з нею грали трубач Денис Аду, гітарист Стас Кононов (з групи Сергія Бабкіна), барабанщик Дмитро Зінченко, басист Леван Мікаберідзе. Висловлювалася на підтримку Євромайдану.
Наприкінці грудня 2013-го Софі випустила дебютне відео на сингл Connected. У лютому 2014-го «Гардіан» включив Connected в топ-6 треків з усього світу, які варті уваги, а сингл Position взяло в активну ротацію американське радіо KCRW. На початку березня Софі виступала в Лос-Анджелесі та відіграла два концерти в Нью-Йорку, разом із зібраною там же командою: Фімою Чупахіним (Acoustic Quartet) та екс-барабанщиком Лани Дель Рей — Райаном Воаном. 3 березня Софі виступала на розігріві у Анни Кальві в A38 в Будапешті. 29 травня вона представила свій новий альбом «Dress» у Києві в клубі «Юність».

## Дискографія

### Альбоми
- «Mother Fish» (2012)
- «Dress» (2014)

### Сингли
- «Position» (2012)
- «Connected» (2013)

### Відео
- «Connected» (2013)